# Ásthildur Helgadóttir
Ásthildur Helgadóttir (Reykjavík, 9 maggio 1976) è un'ex calciatrice islandese, di ruolo attaccante e centrocampista.

## Biografia
Sorella maggiore di Þóra Björg Helgadóttir, anch'ella calciatrice, di ruolo portiere, ha militato in squadre di calcio di club degli Stati Uniti d'America e in Svezia, oltre che nella sua nativa Islanda, vincendo per tre volte il titolo di Calciatrice islandese dell'anno. Ha giocato come attaccante o centrocampista e dal 1993 fino al suo ritiro nel 2007 ha rappresentato la nazionale di calcio femminile islandese, collezionando 69 presenze e segnando 23 gol.

## Carriera

### Club
Nell'autunno 2003 coglie l'opportunità per proseguire la sua carriera professionale all'estero, trasferendosi in Svezia dopo la firma di un contratto che la lega al Malmö FF. A disposizione del tecnico Anders Johansson solo per l'ultima parte della stagione viene impiegata in 3 incontri del campionato di Damallsvenskan 2003 e in uno di Coppa di Svezia.
La stagione successiva viene interamente compromessa dall'infortunio rimediato durante l'incontro del 13 marzo 2004 con la Scozia che le causa la lacerazione del legamento crociato anteriore, processo di guarigione complicato da un coagulo di sangue nel ginocchio. Il necessario periodo di riabilitazione costringe Helgadóttir a spostare il ritorno sul terreno di gioco a metà 2005, anno in cui ottiene il suo terzo premio per la calciatrice islandese dell'anno.
Il 2006 è anche l'anno della consacrazione della sua esperienza in terra svedese, chiudendo il campionato con 19 reti, migliore realizzatrice della squadra e terza nella classifica dei capocannonieri della Damallsvenskan di quell'anno dietro a Lotta Schelin (21) e la brasiliana Marta (20).

## Palmarès

### Club
- Campionato islandese: 8

Breiðablik: 1991, 1992, 1995, 1996
KR Reykjavík: 1993, 1998, 2002, 2003
- Coppa d'Islanda: 4

Breiðablik: 1996, 1997
KR Reykjavík: 1999, 2002
- Supercoppa islandese: 1

KR Reykjavík: 1994

### Individuale
- Capocannoniere del campionato islandese: 2

1996 (19 reti), 2002 (19 reti Ex aequo Olga Færseth)